# Ardisia hylandii
Ardisia hylandii är en viveväxtart som beskrevs av Jackes. Ardisia hylandii ingår i släktet Ardisia och familjen viveväxter. Inga underarter finns listade i Catalogue of Life.